# Brahim El Bahri
Brahim El Bahri (Taounate, 26 marzo 1986) è un calciatore marocchino, centrocampista del FUS Rabat.

## Carriera

### Club
El Bahri proviene dalle giovanili del FAR Rabat, squadra con cui, nel giugno 2007 esordì in prima squadra. Successivamente El Bahri si trasferisce in Francia, al Le Mans, con cui raccoglie 14 presenze nella squadra delle riserve. Nel 2008 passa alla prima squadra. Il 28 gennaio 2009 viene prestato all'Istres fino alla fine della stagione.

### Nazionale
Con la Nazionale marocchina ha ottenuto la prima presenza il 7 giugno 2008 contro la Mauritania in una partita di qualificazione al Mondiale 2010. Successivamente ha partecipato con la Nazionale marocchina anche nel Campionato delle Nazioni Africane 2014, segnando un goal contro il Burkina Faso.

## Palmarès

### Club

#### Competizioni nazionali
- Coppa del Marocco: 1

FAR Rabat: 2006-2007